# Огре (місто)
Огре (латис. Ogre, нім. Oger) — місто в Латвії, на річці Даугава. Засноване в 1874 році. Відстань до Риги 36 км.
Місто займає площу 13,6 км². Це 8-ме за чисельністю населення місто Латвії (22 767 мешканця у 2024 році, 73,4 % — латиші).

## Назва
Назва міста походить від річки Огре. Естонський лінгвіст Поль Алвре бере до уваги старішу форму назви річки Огре (Wogene, Woga), вперше знайдену в Лівонській хроніці (1180—1227) та стверджує, що вона споріднена з естонським словом «voog» (з можливими значеннями: «потік», «течія», «хвилі»), отже, вказуючи на зв'язок із фінно-угорськими мовами, швидше за все, ранньолівською.
Ще одна версія дає реконструйовану форму «Vingrē», споріднену з литовським «vingrùs», тобто «звивистий, кучерявий» або латиським «vingrs», «спритний», таким чином означає «звивиста річка».
- Огре (латис. Ogre;  вимова)
- Огерсгоф (нім. Ogershof), Огер (нім. Oger)

## Географія
Розташоване у місці впадання річки Огре до Західної Двіни. Відстань до столиці Риги 36 кілометрів. Площа міста 13,6 км квадратні.

## Історія
Археологічні розкопки і хроніки Ливонського ордену свідчать про те, що вже в XIII столітті на сухих піщаних горбах, порослих сосновими лісами, жили давньолатиські племена. На двох найвищих пагорбах — Кентес і Зіліє Калні — були розташовані їх городища. Після вторгнення хрестоносців місцевість відійшла до ризького єпископа, потім до поляків і шведів.
Численні війни призвели до спустошення місцевості.
У XIX столітті в Огре було лише декілька хуторів. Сполучення між Ригою і Огре підтримувала кінна пошта. Зростанню Огре сприяло відкриття в 1861 році залізничної лінії Рига — Даугавпілс. Заможні мешканці Риги примітили спокійне, живописне місце на березі річки Огре, і через рік, коли залізничне сполучення і ризька влада відкрили в Огре декілька розважальних павільйонів, на околицях почалося будівництво дач, число яких дуже скоро досягло декількох сотень. У Огре не було довгий час промислових підприємств окрім картонної фабрики, яка переробляла ліс, що сплавлявся по річці Огре. У 1928 році, коли Огре були надані права міста, його постійне населення не перевищувало 1 700 чоловік.

## Інфраструктура
У Огре 2 загальноосвітні школи, гімназія, приватна школа, 5 дитячих садів, сільськогосподарська комерційна школа, лісовий технікум, професійно-технічне училище, музична школа, художня школа, три церкви (православна, католицька, лютеранська), 2 Будинки культури, лікарня, спортивний комплекс, плавальний басейн, льодовий комплекс, безліч магазинів і кафе.

## Уродженці
- Цилінскіс Гунарс (1931—1992) — латвійський актор
- Андрейс Лавреновс (* 1982) — латвійський хокеїст
- Айша (Айя Олегівна Андреєва; 16 січня 1986) — латвійська співачка
- Ігорс Степановс — латвійський футболіст

## Міста-побратими
- Жуе-ле-Тур (Франція)
- Слонім (Білорусія)
- Чернігів (Україна)
- Генгело (Нідерланди)

## Галерея

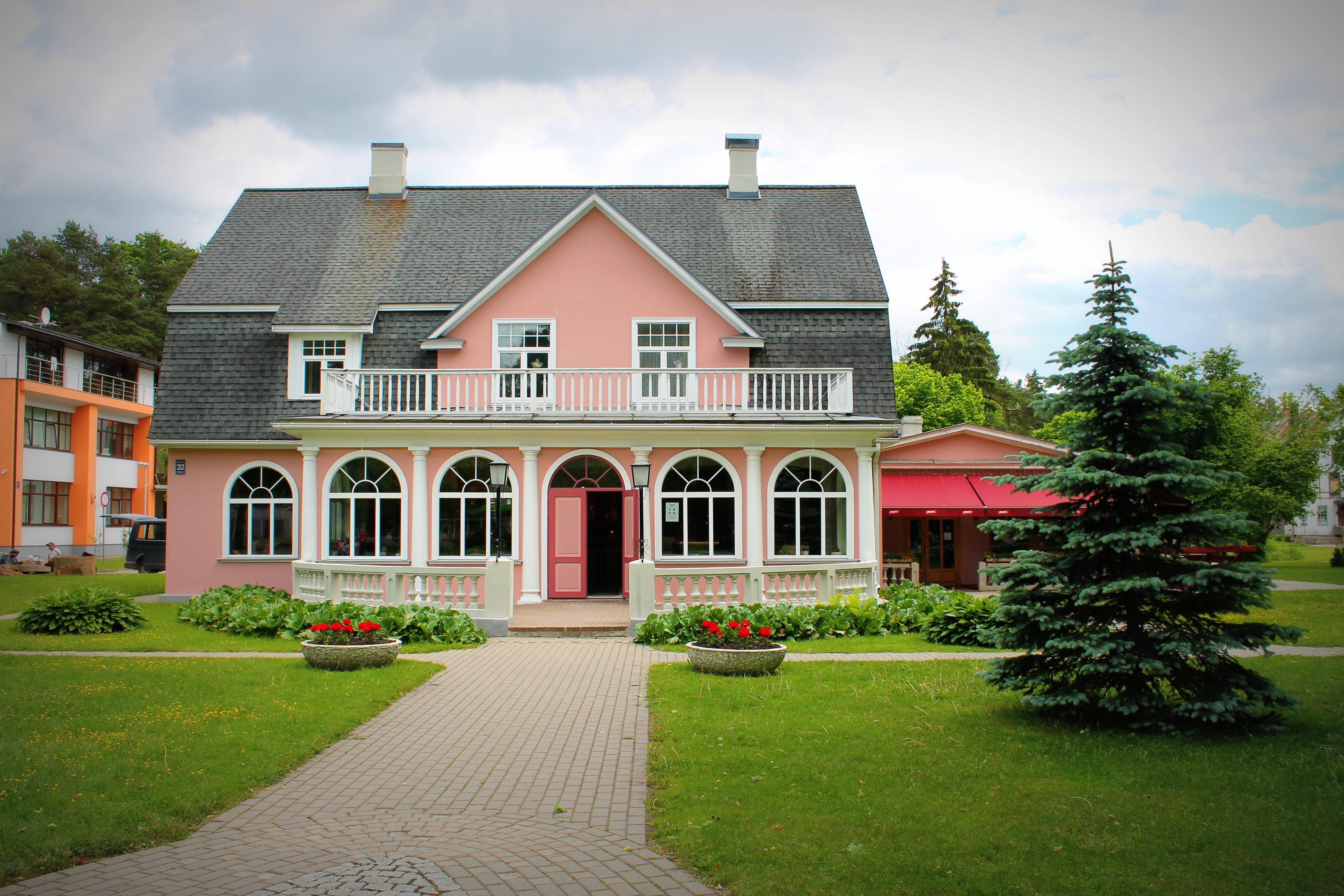
Будинок
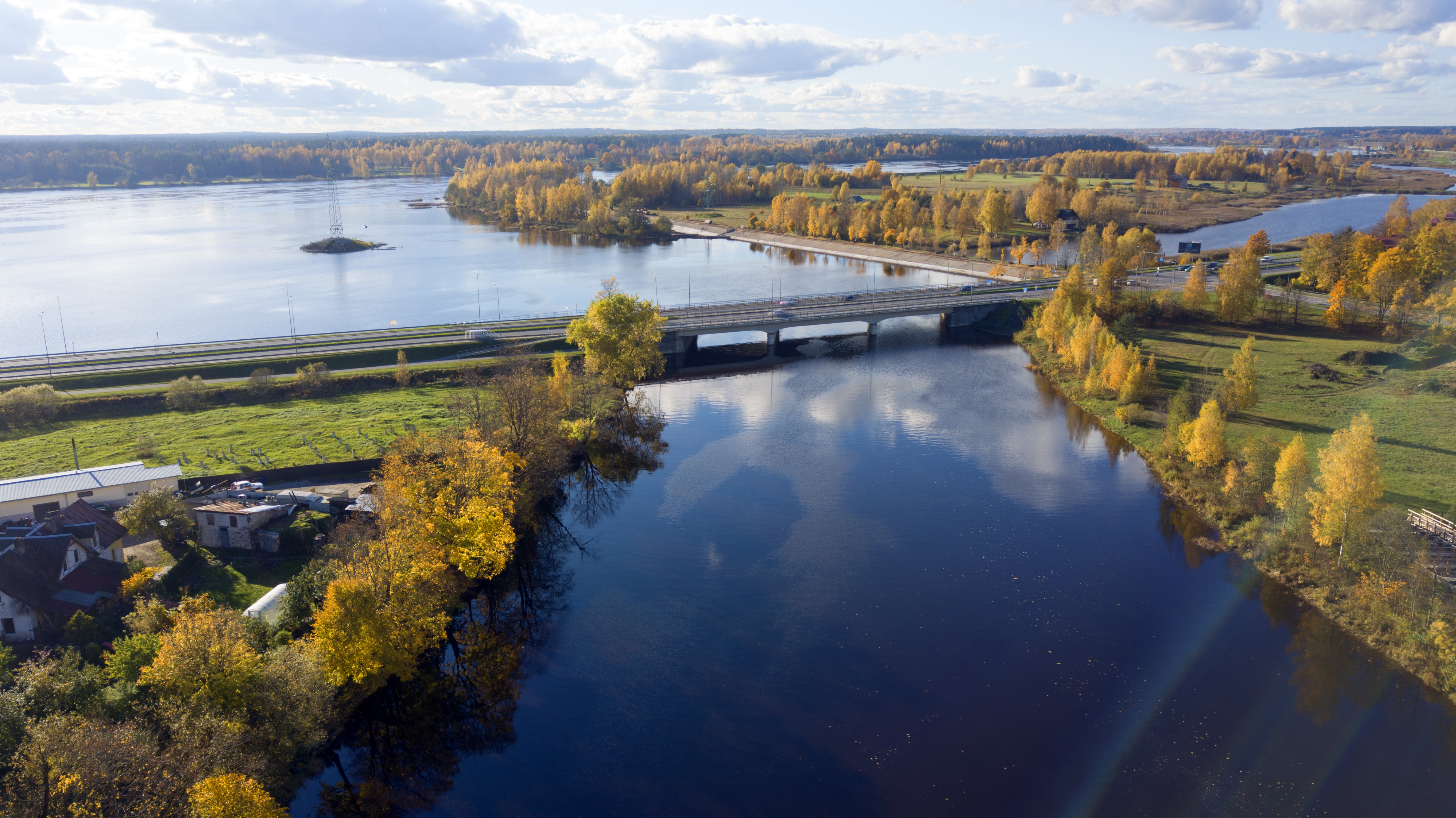
Гирло річки Огре
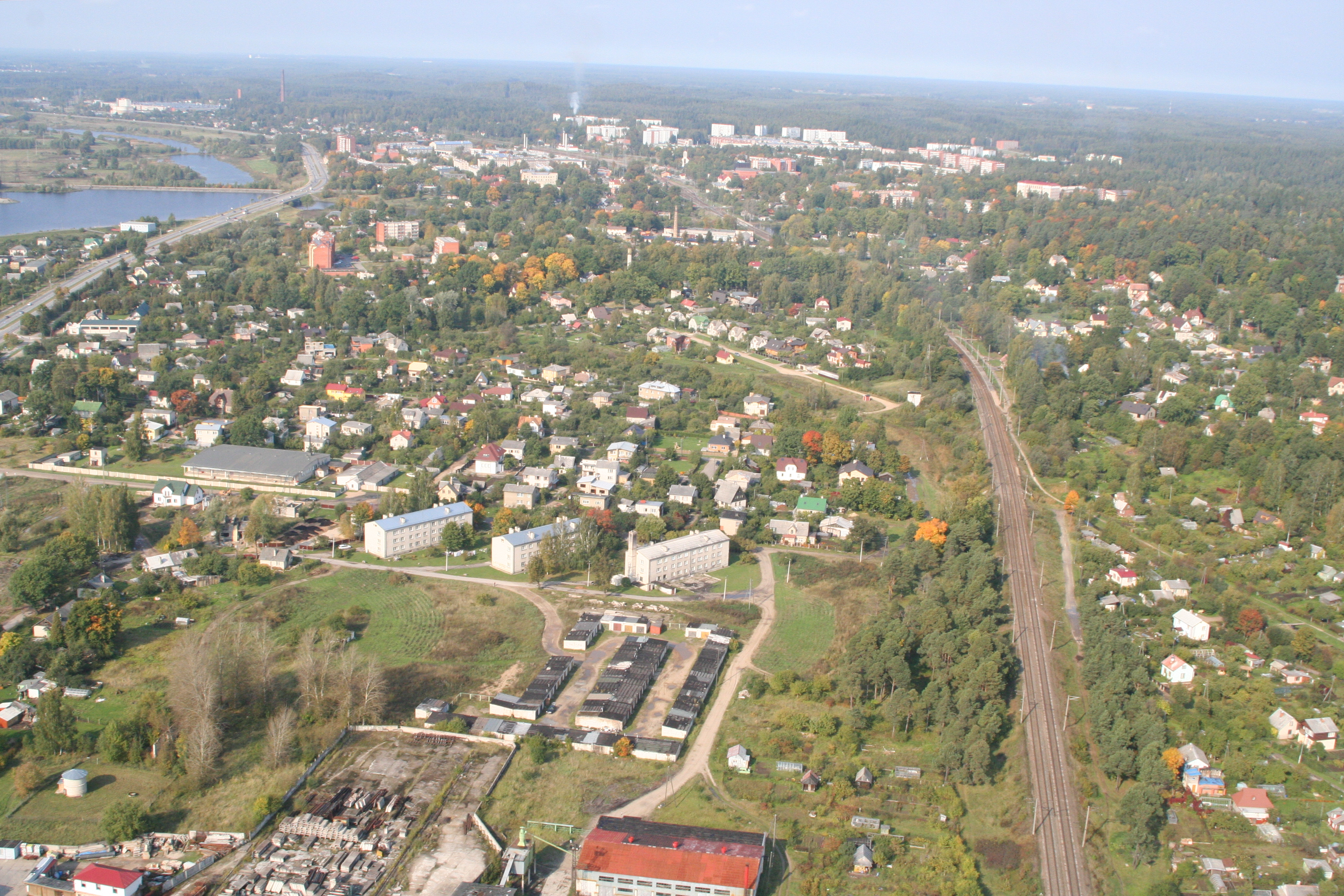
Аерофотознімок
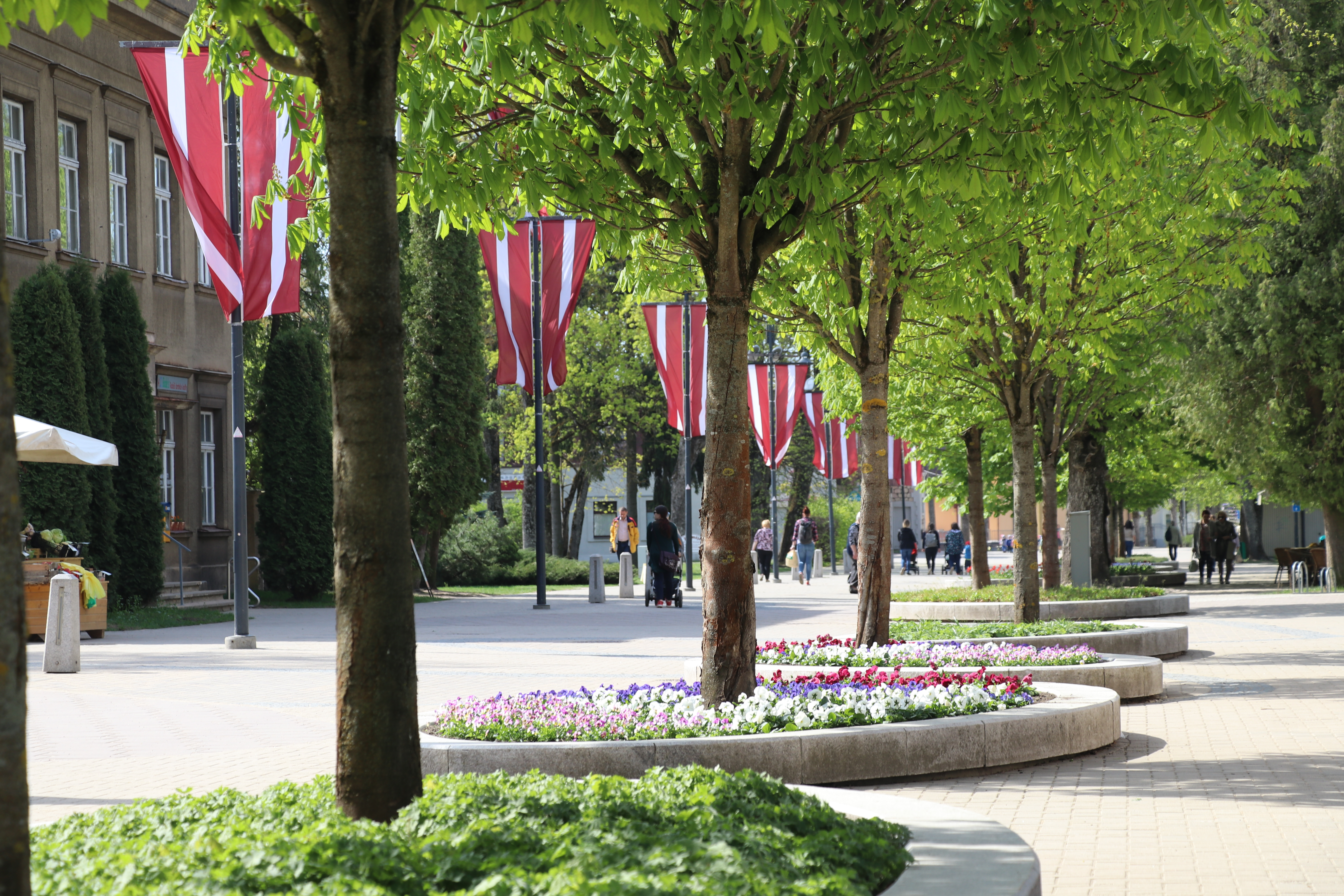
Набережна